# Alimos
Alimos este un oraș în Grecia. Este o suburbie a Atenei și este cunoscut și sub denumirea de Kalamaki (Καλαμάκι).